# Jan Heidler
Jan Heidler (7. září 1883, Police – 28. května 1923, Opatija) byl český historik a spisovatel.
Jeho bratry byli politik Ferdinand Heidler, národohospodář Gustav Heidler a advokát Artur Heidler.

## Biografie
Jan Heidler se narodil v roce 1883 v Polici, vystudoval obor historie na Karlově univerzitě v Praze. Pracoval jako učitel dějepisu na obchodní akademii v pražském Karlíně, během první světové války se zapojil do domácího odboje. V roce 1917 se podílel na vzniku Manifestu českých spisovatelů. Po skončení války se začal plně věnovat akademické práci, kdy se v roce 1919 habilitoval na Filozofické fakultě Karlovy univerzity, později odešel do Bratislavy, kde v roce 1921 byl jmenován řádným profesorem všeobecných dějin na Filozofické fakultě Univerzity Komenského.
Věnoval se primárně českým politickým dějinám 19. a 20. století, před smrtí začal pracovat na mnohodílných dějinách českého obrození, ale práci nedokončil, stihl dokončit pouze části věnované českému sněmu ústavodárnému, počátkům ústavního života v Rakousku a několika dalším částem.